# Miriam Bäckström
Miriam Bäckström, född 7 november 1967 i Stockholm, är en svensk konstnär och fotograf. 
Miriam Bäckström utbildade sig vid Konstfack i Stockholm 1994–98. Hon representerade, tillsammans med Carsten Höller, Sverige på Venedigbiennalen 2005.
Miriam Bäckström har varit gift med Carsten Höller.